# Українська мова в Придністровській Молдавській Республіці
Українська мова в Придністровській Молдавській Республіці є однією з трьох офіційних мов (разом з молдавською на основі кириличної графіки і російською). Українською мовою ведеться навчання у 7 з 181 шкіл республіки (в 3 лише українською, в 4 — українською та якоюсь із інших офіційних мов). У дошкільних установах українською мовою навчається 0,5% учнів, в закладах загальної освіти — 1,3%, в установах професійної освіти — 0,4%
Згідно з молдавським законодавством, українська мова є однією з офіційних в Автономному територіальному утворенні з особливим правовим статусом Придністров'я у складі Республіки Молдова, територія якого контролюється невизнаною Придністровської Молдавською Республікою.